# Liolaemus albiceps
Liolaemus albiceps este o specie de șopârle din genul Liolaemus, familia Tropiduridae, descrisă de Lobo și Laurent 1995. Conform Catalogue of Life specia Liolaemus albiceps nu are subspecii cunoscute.